# Sympodomma australiensis
Sympodomma australiensis is een zeekommasoort uit de familie van de Bodotriidae. De wetenschappelijke naam van de soort is voor het eerst geldig gepubliceerd in 1932 door Foxon.